# وارمسروت
وارمسروت (به آلمانی: Warmsroth) یک شهر در آلمان است که در باد کرویتسناخ واقع شده‌است. وارمسروت ۴۱۴ نفر جمعیت دارد.